# Królestwo Bretanii
Królestwo Bretanii (bret. Rouantelezh Breizh) – historyczne państwo będące lennem Królestwa Franków znajdujące się na terenach Bretanii.

## Historia
Pierwszym władcą zjednoczonej Bretanii był Nominoe, missus dominicus mianowany przez Ludwika Pobożnego, który po śmierci tego ostatniego zbuntował się przeciwko Frankom. W roku 845 pokonał ich w bitwie pod Ballon, dzięki czemu jego państwo uzyskało od Królestwa Zachodniofrankijskiego dużą autonomię. Po śmierci Nominoe władcą Bretanii został Erispoë, który kontynuował wojnę z Karolem II i pokonał go w bitwie pod Jengland 22 sierpnia 851 roku, po czym podpisał z władcą Franków Traktat z Angers, w którym zobowiązał się podporządkować się Frankom, w zamian za co Karol II nadał mu tytuł królewski. Erispoë został jednak w roku 857 zamordowany, a królem Bretanii został jego kuzyn, Salomon. Był on wasalem króla Franków, jednak (podobnie jak jego poprzednik) zginął w zamachu w 874 roku zorganizowanym przez bretońskich możnowładców, Pascwetena z Vannes i Gurvanda z Rennes, którzy po przejęciu władzy rozpoczęli wojnę między sobą. Po ich śmierci kontynuowali ją ich synowie, Alan I Wielki i Judicaël z Rennes. Zawarli oni jednak pokój, kiedy Bretanię zaczęli najeżdżać wikingowie. Judicael zginął w bitwie pod Questembert w 888 roku, i Alan I został królem Bretanii. W 890 roku pokonał wikingów pod Saint-Lô.